# Сельское поселение «Архангельское» (Забайкальский край)
Се́льское поселе́ние «Архангельское» — муниципальное образование в Красночикойском районе Забайкальского края Российской Федерации.
Административный центр — село Архангельское.

## История
Статус и границы сельского поселения установлены Законом Читинской области от 19 мая 2004 года «Об установлении границ, наименований вновь образованных муниципальных образований и наделении их статусом сельского, городского поселения в Читинской области».
Закон Забайкальского края от 25 декабря 2013 года:

## Население
| 2010 | 2011 | 2012 | 2013 | 2014 | 2015 | 2016 |
| ---- | ---- | ---- | ---- | ---- | ---- | ---- |
| 735  | ↘734 | ↘717 | ↘704 | ↘695 | ↘681 | ↗694 |
| 2017 | 2018 | 2019 | 2020 | 2021 |      |      |
| →694 | ↘685 | ↘662 | ↘644 | ↘613 |      |      |

## Состав сельского поселения
| № | Населённый пункт  | Тип населённого пункта       | Население |
| - | ----------------- | ---------------------------- | --------- |
| 1 | Александровка     | село                         | ↘101      |
| 2 | Архангельское     | село, административный центр | ↘532      |
| 3 | Архангельское 2-е | село                         |           |